# Debelah Morgan
Debelah Morgan (Detroit, Michigan, 29 de setembro de 1977) é uma cantora e compositora norte-americana.

## Biografia
Filha de mãe indiana e pai afro-americano, Debelah começou a ter aulas de piano aos 3 anos de idade, o que a motivou também a cantar. Quando sua família se mudou para o Arizona, Debelah, aos 15 anos, ganhou vários concursos de beleza e organizou um coral em sua escola. Adulta, se formou em Performance Vocal.
Seu primeiro álbum, Debelah, foi lançado pela Atlantic Records em 1994 somente nos EUA e no Japão e nunca teve promoção. Um único single foi lançado, "Take it easy", sem alcançar grande destaque nos charts. Após o lançamento desse álbum, Debelah teve seu contrato rescindido com a Atlantic.
Em 1998 assinou um novo contrato com a Motown Records, lançando o álbum It’s Not Over, tendo como singles bem sucedidos Yesterday (pico de #56 no Billboard Hot 100) e I Love You, esta última sucesso no Brasil e trilha sonora da novela Pecado Capital.
Com a venda da Motown Records para a Universal Records, Debelah novamente teve seu contrato rescindido. Mas em 2000 surge com toda garra, novamente contratada pela Atlantic Records, lançando Dance With Me, o álbum mais bem sucedido de sua carreira e que lhe deu seu primeiro single top 10 na Billboard, Dance With Me, que chegou ao 8º lugar naquela parada.
Sem promoção, sem marketing e sem ninguém acreditar no seu talento, lançou apenas na Austrália o segundo single, I Remember, que não teve grande divulgação comercial.
Desligada novamente da Atlantic Records, Debelah dedicou-se à composição, algo que fazia desde seu primeiro álbum em parceria com seu irmão Giloh Morgan. Suas últimas contribuições foram para a cantora Chante Moore em 2003 (letra e backing vocal em Tonight) e duas canções lançadas em 2005 na trilha do filme Road Kings, intituladas Fly Free e a regravação do clássico I’ll take you there.
Ainda em 2005, de acordo com o site FreeWebs, Debelah Morgan gravou o álbum A light at the end of the tunnel, que não foi lançado comercialmente. Há inclusive a informação de um single, Just as I am. Debelah confirmou via Facebook que o álbum foi feito por uma gravadora independente e vendido em cultos cristãos.
No site Facebook há um perfil público de Debelah Morgan, perfil esse verificado como autêntico.

## Discografia
- 1994: Debelah
- 1998: It's Not Over
- 2000: Dance With Me

## Singles
- 1994: Take it easy
- 1998: Yesterday / I Love You
- 2000: Dance With Me / I Remember